# Azzy
Isabela Oliveira (nacida el 24 de febrero de 2001) conocida como Azzy, es una cantante y rapera brasileña. Firmó con Warner Music Brasil, y fue una de las más destacadas en Rock In Rio. Incluso antes de ser anunciada para Rock In Rio, Azzy se ganaba la vida en batallas de rimas en Río de Janeiro.

## Primeros años de vida
Isabela Oliveira nació en São Gonçalo, Río de Janeiro, Brasil. Se hizo conocida después de su actuación en Poesia Acústica en el 2019 y recientemente en Nada Mudou - Poesia Acústica #11. Se ha hecho más conocida por su actuación en “⁣VAI NA FÉ⁣”, un programa de TV de TV Globo, protagonizado por Mel Maia, José Loreto y Carolina Dieckmann.